# Reichsrevolver M1879
Reichsrevolver M 1879, Рейхсревольвер (буквально — государственный револьвер модели 1879 года), — револьвер, разработанный в результате работ по модернизации вооружения германской армии в 1879 году.
Был основным личным оружием в вооруженных силах Германии до 1908 года, после чего начал заменяться на пистолет Люгера.

## Конструкция
Слово Reichsrevolver обозначает, что этот револьвер официально стоит на вооружении государства.
Револьвер образца 1879 года отличался высокой мощностью и большой кучностью стрельбы, был прост в производстве, использовании и обслуживании. Однако, на фоне целого ряда появившихся револьверов, он выглядел удивительно консервативно, был громоздким и имел неудобную рукоятку.
Патрон 10,6 × 25mmR с гильзой средней длины, был аналогичен по размеру и мощности .44 Russian. Корпус с цельной неразъёмной рамой, экстрактора нет. Револьвер имел дугообразную рукоять, у которой внизу прикреплены кольца для ремешка и отделяемый барабан. На корпусе слева предохранитель флажкового типа. Ударно-спусковой механизм одинарного действия.
Ствол стальной, в сечении круглый, в казне — граненый, с высокой мушкой и наплывом у дульного среза.
Reichsrevolver М 1879 был рассчитан на патроны калибра 10,6 миллиметров, которые стали стандартными для армии Германии того времени и находились в продаже до 1939 года. На торце рукояти, обычно, ставилось клеймо подразделения, по которому можно определить принадлежность к конкретной воинской части.

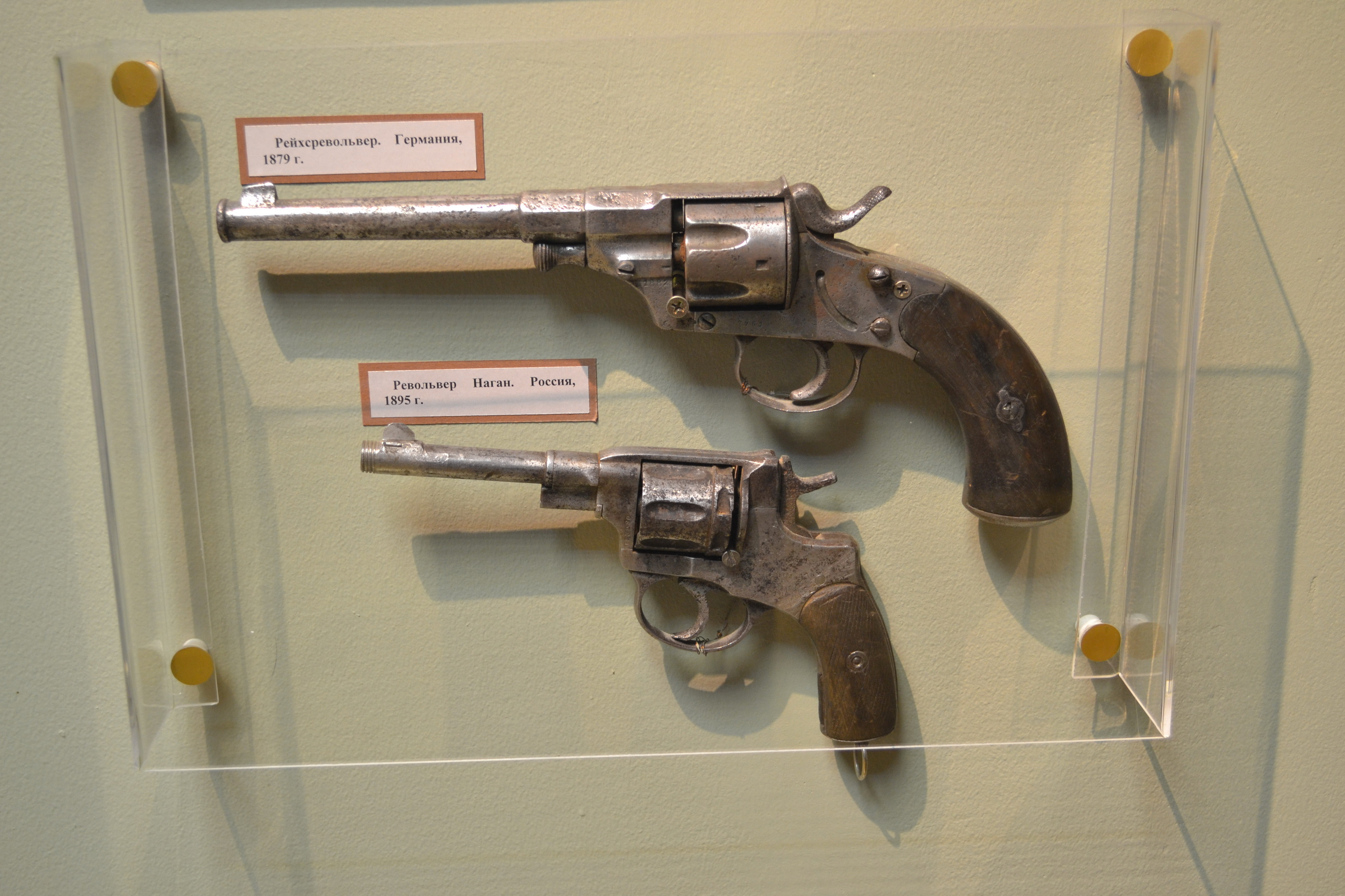
Револьвер образца 1879 года выглядел консервативно, был громоздким и имел неудобную рукоятку

### Модернизация
В 1883 году модернизированная модель этого оружия была принята на вооружение Германии с официальным обозначением «Reichsrevolver M 1883» (Государственный револьвер модели 1883 года), также ставший известный как «Reichs-Commissions-revolver Modell 1883». В армии этот револьвер получил прозвище «Офицерский» (Offizier) и «Пехотный» (Infanterie), так как использовался в первую очередь в качестве личного оружия офицеров и унтер-офицеров пехотных полков. Известны также образцы с боковым экстрактором.
Разрабатывался револьвер Reichsrevolver M 1883, как и русский револьвер системы Смита-Вессона образца 1880 года, как более компактное и удобное личное оружие для офицеров.

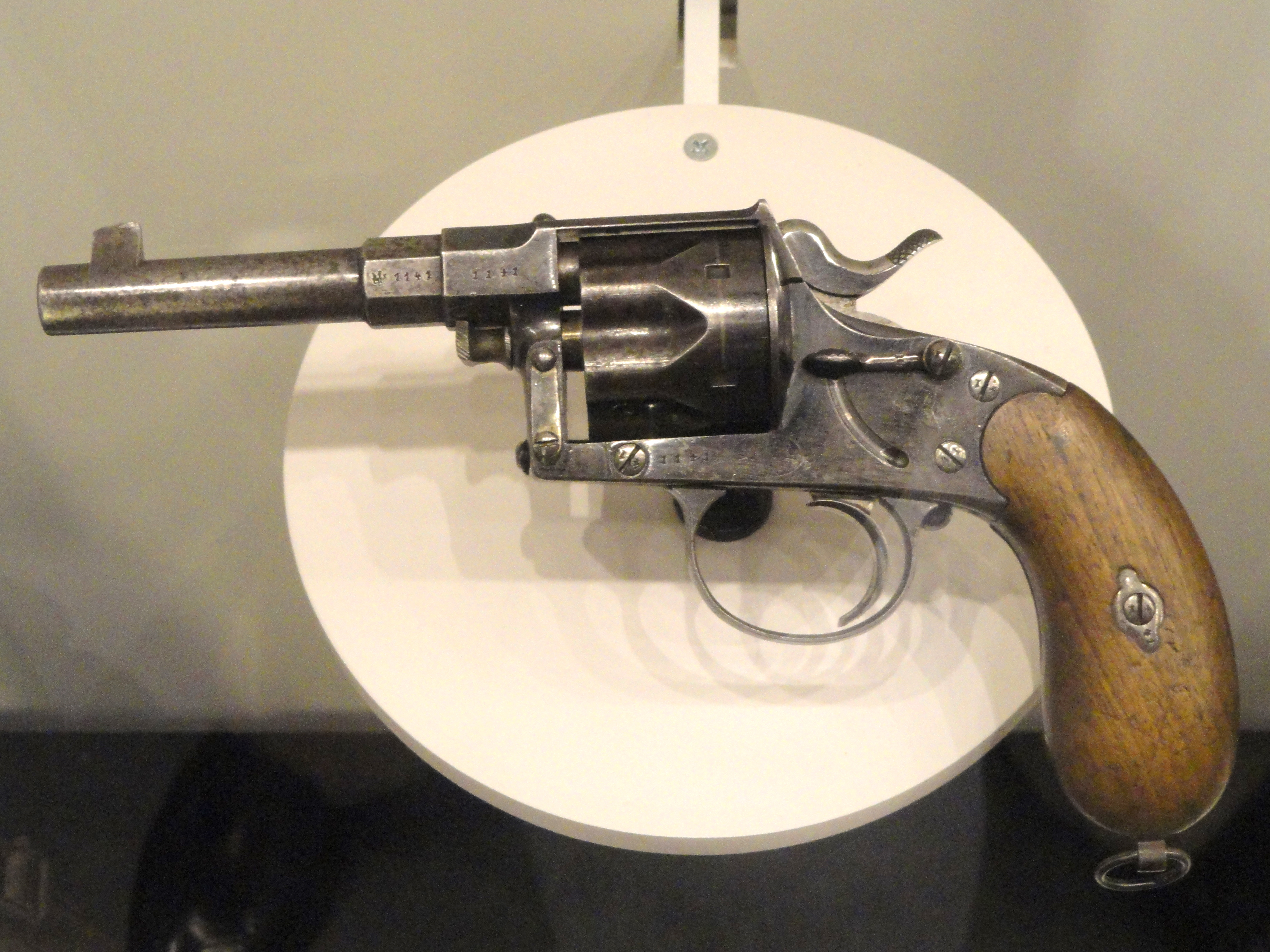
Reichsrevolver M 1883

Основным отличием нового револьвера стал более короткий ствол. Уменьшение длины ствола повлияло на кучность боя, однако этот недостаток частично удалось уменьшить за счёт другой нарезки ствола. Изменения претерпела и система предохранения. Также была изменена форма рукоятки, она стала более изогнутой и короткой. Гранёную переднюю часть рамки, под которой в модели образца 1879 года располагался прилив с высверленным каналом для оси барабана, сделали короче, а сам прилив под стволом полностью убрали. Изменили форму головки оси барабана и расположение фиксатора оси. Наплыв у дульного среза ствола убрали.
Также выпускались модели с ударно-спусковым механизмом двойного действия, но считались гражданскими образцами и официально на вооружении армии не стояли, хотя и покупались офицерами как личное оружие. Гражданские образцы выпускались различными заводами Германии и Бельгии.
Револьвер известен в кино и на телевидении.
Экземпляр редкой модификации с клеймами имеется в коллекции галереи «Военная Мысль».

### Фильмы
| Название                                                             | Актёр                                       | персонаж | модель                   | дата выхода фильма |
| -------------------------------------------------------------------- | ------------------------------------------- | --- | ------------------------ | ------------------ |
| Если завтра война                                                    |                                             | солдаты | M1879                    | 1938               |
| Полосатый рейс                                                       | Александр Бениаминов                        | дрессировщик | M1879                    | 1961               |
| Свадьба в Малиновке                                                  | Михаил Водяной                              | Попандопуло | M1879                    | 1967               |
| Белые волки                                                          | Хорст Пройскер, Рольф Хоппе, Милан Яблонски | капитан Весселс, Джеймс Бешан, Джим | M1879                    | 1969               |
| Интервенция                                                          | Александр Массарский                        | Нестор | Два никелированных M1879 | 1969               |
| Белое солнце пустыни                                                 | Спартак Мишулин и многие другие актёры      | Саид, люди Абдулы | M1879                    | 1970               |
| Братья по крови / Blutsbrueder (ГДР)                                 | Dean Reed                                   | Гармоника | M1883                    | 1975               |
| «Короли и капуста»                                                   | Кахи Кавсадзе                               | Сабас | M1879                    | 1978               |
| Работорговцы                                                         | Рон Эли                                     | Стив Гамильтон | M1883                    | 1978               |
| Приключения принца Флоризеля                                         | Донатас Банионис, Валерий Матвеев           | Председатель, он же Ник Николс, он же «Клетчатый», Френк Скримджер, слуги принца Флоризеля, турецкий полицейский и преступник в Стамбуле | M1883                    | 1981               |
| Трест, который лопнул                                                | Юрий Мажуга                                 | Билл Хамбл | M1879                    | 1982               |
| Капитан «Пилигрима»                                                  | Нодар Мгалоблишвили                         | Negoro | M1879                    | 1987               |
| На Дерибасовской хорошая погода, или На Брайтон-Бич опять идут дожди | Владимир Епископосян                        | 2-й мафиозо в казино | M1883                    | 1992               |
| Фантом                                                               |                                             | люди Квилла | M1883                    | 1996               |
| Статский советник                                                    | Константин Хабенский                        | террорист «Грин» | M1883                    | 2005               |

### Телевидение
| Название                                     | Актёр                               | персонаж                                          | модель | дата выхода |
| -------------------------------------------- | ----------------------------------- | ------------------------------------------------- | ------ | ----------- |
| Приключения Шерлока Холмса и доктора Ватсона | Виталий Соломин, Борислав Брондуков | доктор Ватсон, инспектор Лестрейд                 | M1879  | 1979-1986   |
| Сердца трёх                                  | Рафаэль Котанджян                   | сеньор Альварес Торрес                            | M1883  | 1992        |
| Белая гвардия (телесериал)                   | Фёдор Бондарчук                     | Михаил Семёнович Шполянский, большевистский агент | M1879  | 2012        |